# Iván Nífontov
Iván Vitálievich Nífontov –en ruso, Иван Витальевич Нифонтов– (Pavlodar, 5 de junio de 1987) es un deportista ruso que compite en judo.
Participó en los Juegos Olímpicos de Londres 2012, obteniendo una medalla de bronce en la categoría de –81 kg. En los Juegos Europeos de Bakú 2015 consiguió dos medallas, plata en –81 kg y bronce por equipo.
Ganó dos medallas en el Campeonato Mundial de Judo, oro en 2009 y bronce en 2014, y dos medallas en el Campeonato Europeo de Judo, oro en 2009 y plata en 2015.

## Palmarés internacional
| Juegos Olímpicos   | Juegos Olímpicos        | Juegos Olímpicos  | Juegos Olímpicos |
| Año                | Lugar                   | Medalla           | Categoría        |
| ------------------ | ----------------------- | ----------------- | ---------------- |
| 2012               | Londres (Reino Unido)   | Medalla de bronce | –81 kg           |
| Campeonato Mundial |                         |                   |                  |
| Año                | Lugar                   | Medalla           | Categoría        |
| 2009               | Róterdam (Países Bajos) | Medalla de oro    | –81 kg           |
| 2014               | Cheliábinsk (Rusia)     | Medalla de bronce | –81 kg           |
| Juegos Europeos    |                         |                   |                  |
| Año                | Lugar                   | Medalla           | Categoría        |
| 2015               | Bakú (Azerbaiyán)       | Medalla de plata  | –81 kg           |
| 2015               | Bakú (Azerbaiyán)       | Medalla de bronce | Equipo           |
| Campeonato Europeo |                         |                   |                  |
| Año                | Lugar                   | Medalla           | Categoría        |
| 2009               | Tiflis (Georgia)        | Medalla de oro    | –81 kg           |
| 2015               | Bakú (Azerbaiyán)       | Medalla de plata  | –81 kg           |